# 결제 서비스 제공자
결제 서비스 제공자(Payment service provider, PSP)는 기업이 신용카드, 직불 카드 결제 등 전자 결제를 허용하도록 허용하는 제3자 회사이다. PSP는 결제하는 사람(즉, 소비자)과 결제를 받는 사람(예: 소매업체) 사이의 중개자 역할을 한다.
제공자들은 종종 판매자 서비스를 제공하고 전자 상거래 및 오프라인 사업을 위한 지불 게이트웨이 또는 지불 처리자 역할을 한다. 또한 카드 및 은행 기반 결제, 거래 결제 매칭, 디지털 지갑, 보고, 자금 송금, 환전 및 사기 방지를 위한 위험 관리 서비스를 제공할 수도 있다. PSP는 일반적으로 전자상거래 웹사이트나 POS 시스템과 통합할 수 있는 소프트웨어를 제공한다.

## 시장 규모
2022년 기준 전 세계에는 900개 이상의 결제 서비스 제공업체가 있다. 300개 이상의 서비스가 유럽과 북미에만 서비스를 제공한다. 글로벌 결제 서비스 제공업체 시장은 2019년 400억 달러에서 2027년 880억 달러에 이를 것으로 예상된다.

## 같이 보기
- 전자지급결제대행서비스